# Operazione Black Buck

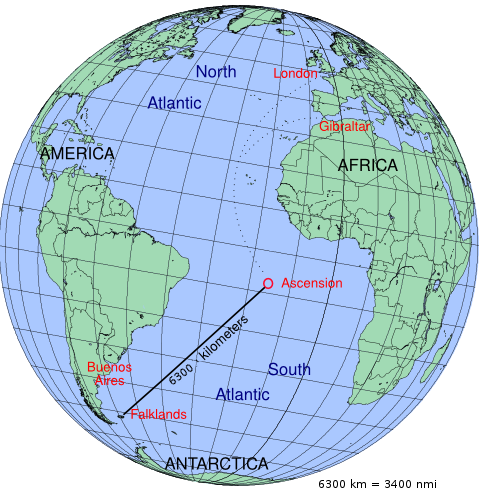
L'operazione Black Buck sulla mappa

I raid dell'operazione Black Buck, condotti nel 1982 durante la guerra delle Falkland, comprendevano una serie di attacchi sulle Isole Falkland da parte dei bombardieri Avro Vulcan del No. 44 Squadron RAF, decollati dalla base britannica sull'Isola di Ascensione, vicino all'Equatore. Gli aerei trasportavano 21 bombe da 1 000 libbre (454 kg) ciascuna nella stiva interna, oppure quattro missili anti-radar AGM-45 Shrike esternamente.
Le operazioni richiesero il consumo di ingenti quantità di carburante. Secondo alcuni calcoli, sganciare ventuno bombe su Port Stanley sarebbe costato "un milione e centomila libbre di carburante, equivalenti a circa 137 000 galloni" [approssimativamente 518 000 litri], e tuttavia il reale impatto complessivo dei raid sull'andamento del conflitto è difficile da accertare. Le incursioni arrecarono un danno minimo alla pista, che fu riparato in fretta. Le fonti argentine, di solito liquidate come propaganda postbellica, furono in origine la fonte di voci secondo cui sarebbero stati i bombardamenti dei Vulcan a spingere l'Argentina a ritirare i Dassault Mirage III dalla parte sud del Paese alla zona di difesa di Buenos Aires. Questo effetto dissuasivo fu però reso inutile quando autorità britanniche chiarirono che non ci sarebbero stati attacchi ad aeroporti militari sul territorio nazionale argentino.
Inoltre è stato suggerito che i raid Black Buck siano stati enfatizzati "ad arte" dalla Royal Air Force visto che le Forze Armate di Sua Maestà avevano subito dei tagli di bilancio alla fine degli anni settanta e la RAF avrebbe desiderato giocare un ruolo maggiore nel conflitto per evitare ulteriori tagli. Sulla pista fu prodotto un solo cratere, che però rese impossibile l'uso di jet veloci su quell'aeroporto. Gli specialisti argentini ripararono la pista in ventiquattr'ore, ma solo a un livello di efficienza adatto ai C-130 Hercules e agli Aermacchi MB-339. Molte fonti sostengono che falsi crateri abbiano confuso l'accertamento dei danni da parte dei britannici, che tuttavia rimasero consci che la pista restava utilizzabile da parte di C-130 e FMA IA-58 Pucará.
Il Vulcan non aveva l'autonomia per raggiungere le Falkland senza fare rifornimento diverse volte, visto che era stato progettato per missioni di stand-off nucleare in Europa. Le aerocisterne della RAF erano per lo più dei bombardieri Handley-Page Victor con un raggio d'azione analogo, per cui necessitavano a loro volta di essere rifornite in volo. Così, per un totale di due soli Vulcan servivano undici aerocisterne: uno sforzo logistico enorme, dato che sia i bombardieri che le aerocisterne usavano la stessa pista. L'attacco produsse un solo colpo a segno sulla pista.
I raid, con un volo di ritorno lungo quasi 16 ore, a quei tempi furono le missioni di bombardamento più lunghe della Storia (superati nella Guerra del Golfo del 1991 dai B-52G dell'USAF che decollavano dagli Stati Uniti continentali ma che usavano aerocisterne in posizione avanzata).
Dei cinque raid Black Buck, tre furono portati contro l'aeroporto militare di Stanley, e gli altri due erano missioni anti-radar con missili anti-radiazione Shrike.

## Pianificazione

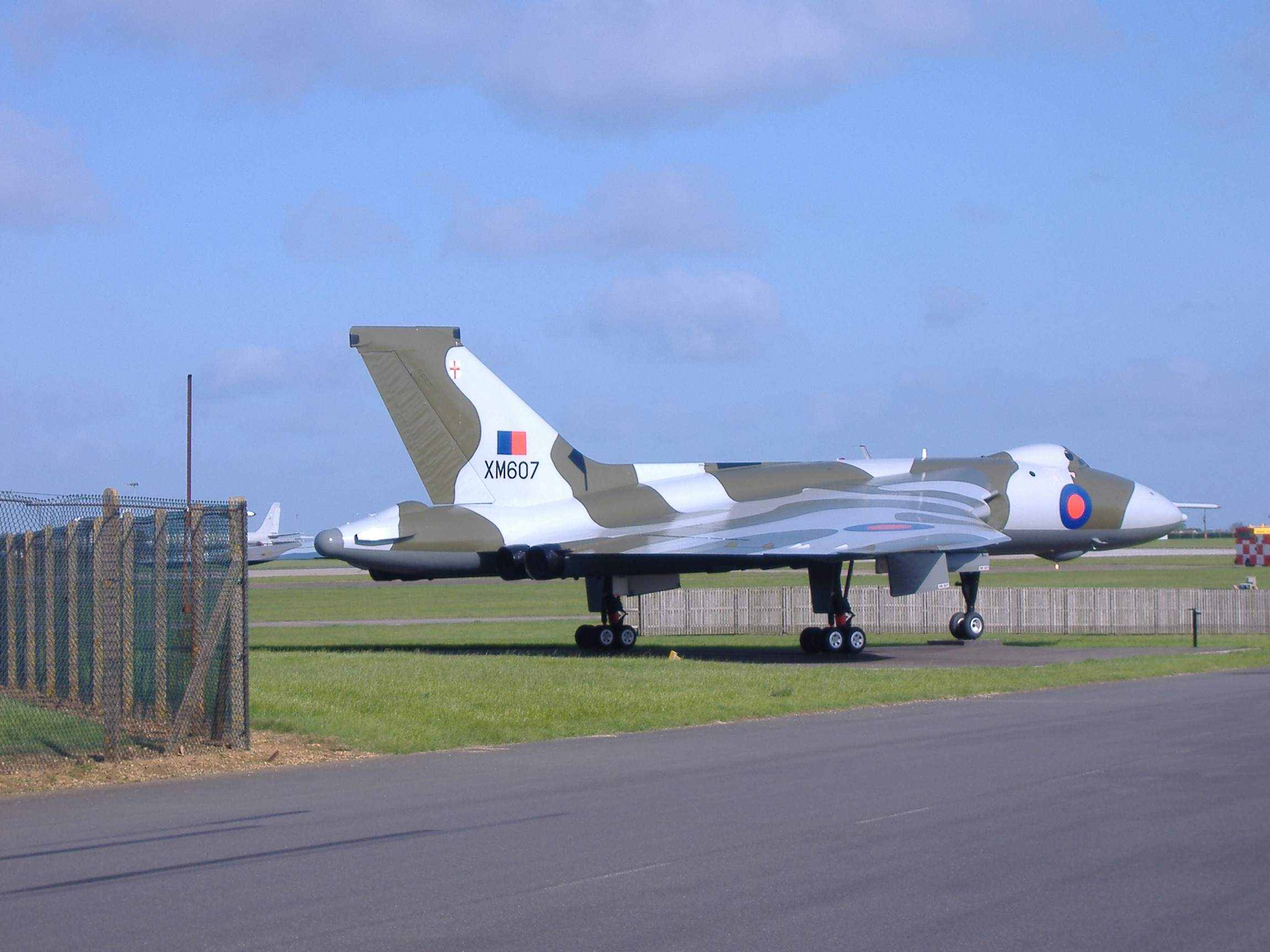
L'Avro 698 Vulcan con matricola XM607, partito dalla pista di Ascension, fu il primo Vulcan ad effettuare un raid Black Buck

Senza nessun aereo capace di volare lungo quella distanza, le attività nell'Atlantico del Sud sarebbero passate alla Royal Navy e all'esercito britannico. Nella RAF si imbastirono dei piani per vedere se fosse possibile compiere delle operazioni vicino alle Falklands.
La più vicina pista disponibile per le operazioni RAF nei cieli delle Malvine era sull'Isola di Ascensione, un territorio britannico ma con un aeroporto (quello di Wideawake, con una pista sola) dato in prestito agli Stati Uniti. Le missioni a lungo raggio dipendevano interamente dalla flotta di aerocisterne della RAF, così gli Handley Page Victor sarebbero stati trasferiti dalla base RAF di Marham all'Isola di Ascensione. Queste aerocisterne potevano essere rifornite in volo, il che significava che era possibile organizzare delle “staffette” di aeroplani. L'Avro Vulcan era l'ultimo bombardiere della serie “V” ancora operativo per il bombardamento, ma lo scioglimento degli Squadrons che lo usavano era in programma a breve. Erano basati nel Regno Unito ed assegnati alla NATO per operazioni nucleari. Né il bombardamento convenzionale né il rifornimento in volo si praticavano da diversi anni.
A Marham la flotta di aerocisterne fu destinata a programmare operazioni di aerorifornimento per portare sulle Falklands uno o più bombardieri. A Waddington cominciò il riaddestramento degli equipaggi al bombardamento convenzionale e al rifornimento in volo. Gli aerei furono scelti in base ai loro motori: solo quelli con i più potenti Bristol Olympus 301 vennero considerati adatti. Uno dei compiti più ardui fu quello di ripristinare il sistema di rifornimento, che era stato bloccato.
Un Victor fu convertito in un aereo da fotoricognizione improvvisato. I Victor arrivarono ad Ascensione il 18 aprile.
Tre Avro Vulcan B2 costruiti ventidue anni prima e scelti tra il No. 44, No. 50 e No. 101 Squadron RAF furono rischierati sull'aeroporto di Wideawake, sull'Isola di Ascensione. I comandanti dei velivoli erano lo Squadron Leader Neil McDougall, lo Squadron Leader John Reeve e il Flight Lieutenant Martin Withers.
Per dare agli aerei delle contromisure elettroniche (ECM) contro le difese argentine che – a quanto si sapeva – comprendevano missili Tigercat e cannoni antiaerei a guida radar, dei pod Dash 10 furono prelevati dai Blackburn Buccaneer alla base di Honington e montati su piloni alari improvvisati. Per navigare da una parte all'altra del mare privo di punti di riferimento, sistemi di guida inerziale furono presi a prestito dai VC-10 e installati a due a due su ciascun Vulcan.
Le wet wings potevano contenere 9 200 galloni (41 823 litri) e sulla base delle stime sul fabbisogno di carburante a undici Victor – inclusi due in standby – fu assegnato il compito di rifornire in volo i Vulcan prima e dopo i bombardamenti alle Falklands. Il Vulcan attaccante veniva rifornito cinque volte nel volo di andata e una volta nel volo di ritorno, usando più di 22 000 galloni di carburante avio durante la missione. Ogni velivolo portava ventuno bombe da 1 000 libbre (454 kg) o quattro missili anti-radar Shrike, un pod Dash 10 con tre serbatoi ausiliari da 1 000 galloni (4546 litri) nella stiva. Le bombe dovevano danneggiare le installazioni argentine, specialmente l'aeroporto di Port Stanley. Si sperava che l'attacco avrebbe portato i difensori ad attivare i radar difensivi che poi sarebbero stati presi di mira dai missili. I Vulcan armati con i più leggeri Shrike potevano trattenersi nell'area più a lungo di quelli armati di bombe.

## Le missioni

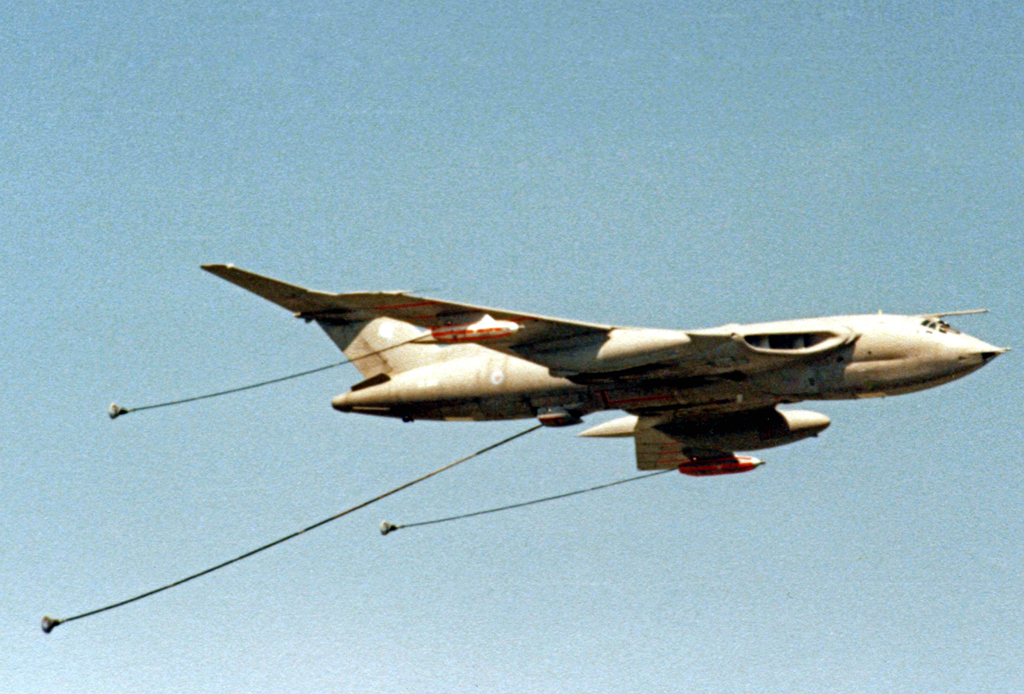
Un Handley Page Victor in versione aviorifornitore come quelli che operarono durante le operazioni Black Buck

### Black Buck One
Il primo attacco a sorpresa sulle isole, la notte tra il 30 aprile e il 1º maggio, fu diretto alla pista principale dell'aeroporto di Stanley. Armato con ventun bombe da 1 000 libbre da impiego generale, il bombardiere doveva volare 35 gradi di traverso rispetto alla linea della pista. Il sistema di sgancio delle bombe era temporizzato per rilasciare gli ordigni in sequenza da 10 000 piedi (3 000 metri) di quota cosicché almeno una bomba potesse centrare la pista.
Per la missione partirono due Vulcan dall'Isola di Ascensione. Il velivolo XM598 era quello di testa e XM607 era la riserva. Poco dopo il decollo, il Vulcan XM598, comandato dallo Squadron Leader John Reeve, subì una depressurizzazione (una guarnizione di gomma del finestrino laterale Direct Vision aveva ceduto) e fu costretto a rientrare all'Isola di Ascensione. Subentrò allora il velivolo XM607, comandato dal Flight Lieutenant Martin Withers.
Oltre al Vulcan XM598, una delle aerocisterne Victor ritornò alla base con un malfunzionamento al tubo di rifornimento in volo e il suo posto fu preso da una riserva. I Vulcan erano al di sopra del loro peso massimo normale di decollo - ciascuno trasportava, oltre all'equipaggiamento extra come il pod Dash 10 e un gabinetto chimico, un istruttore al rifornimento in volo (AARI) di grande esperienza, proveniente dalla flotta dei Victor, destinato a prendere i comandi del Vulcan durante il rifornimento – e inoltre il consumo di carburante fu più alto di quanto preventivato. In conseguenza del bisogno di carburante e dei problemi riscontrati in volo con il rifornimento due dei Victor dovettero volare più a sud del previsto, attingendo alle loro stesse riserve, e uno di questi – l'ultimo Victor a rifornire il Vulcan – era al di là dell'ultimo segmento di rotta destinato al rifornimento prima di rientrare alla base. Tutti e due i Victor avrebbero avuto bisogno di aerocisterne mandate a sud per rifornirli e poter raggiungere l'Isola di Ascensione.
Il Vulcan XM607 fece l'avvicinamento finale a circa 300 piedi (100 metri) sopra la superficie del mare. Prima di salire alla quota di attacco il radar H2S "agganciò" dei markers sulla costa e il bombardamento fu passato al sistema di controllo. L'attacco fu compiuto attorno alle ore 4 a.m. locali.
XM607 si allontanò prendendo quota dall'aeroporto e si diresse quasi in pieno nord verso un rendez-vous programmato con un Victor appena al largo della costa di Rio de Janeiro. Passando sopra la Task Force britannica mandò il messaggio “Superfuse”, che significava “attacco portato a termine con successo”. Il suo viaggio continuò nel raggio della costa sudamericana fino al punto di incrocio con l'aerocisterna. Dopo aver contattato la torre di controllo per un aggiornamento, la cisterna fu mandata più a sud. Per aiutare l'incontro tra i due aeroplani, un Nimrod da ricognizione marittima fu fatto volare sul posto da Wideawake. Senza un sistema di rifornimento in volo non poté rimanere in zona a lungo. XM607 riuscì a collegarsi alla sonda di rifornimento e poté ritornare all'Isola di Ascensione.
Northwood ricevette il messaggio “Superfuse” alle 8:30 e il Ministero della Difesa britannico poco più tardi. La notizia del bombardamento fu data dal BBC World Service prima ancora che il Vulcan o l'ultima aerocisterna atterrassero all'Isola di Ascensione.
La serie di ventuno bombe attraversò l'aeroporto e riuscì a penetrare la pista con un singolo centro vicino alla metà della striscia d'asfalto. Tuttavia la pista rimase ancora operativa per i C-130 argentini da trasporto. Le bombe cadute sui due lati della pista causarono lievi danni a installazioni in tenda nel perimetro dell'aeroporto, grazie all'accurata dispersione dell'equipaggiamento da parte del comandante della base. Tuttavia l'attacco prese gli argentini (e anche il resto del mondo) totalmente alla sprovvista.
Withers ricevette la Distinguished Flying Cross per il suo contributo alla missione. Tuxford, che aveva pilotato l'ultimo Victor a rifornire il Vulcan XM607, ricevette la Air Force Cross.

### Black Buck Two
Nella notte tra il 3 e il 4 maggio XM607 (pilotato dallo Sqn. Ldr. John Reeve e dal suo equipaggio del No. 50 Squadron) intraprese una missione quasi identica alla prima. Il bersaglio di questo raid era l'area all'estremità ovest della pista, per impedire che i genieri argentini allungassero la pista a sufficienza per renderla adatta al decollo di aerei da combattimento ad alte prestazioni. Il Vulcan XM598 fece da riserva. Due soldati argentini furono feriti secondo fonti locali, che confermano anche l'impatto di bombe in prossimità dell'estremità ovest della pista.

### Black Buck Three
Questa missione, in programma per il 13 maggio, fu cancellata prima del decollo per via di forti venti di prua. Dovevano essere impiegati i Vulcan XM612 e XM607.

### Black Buck Four

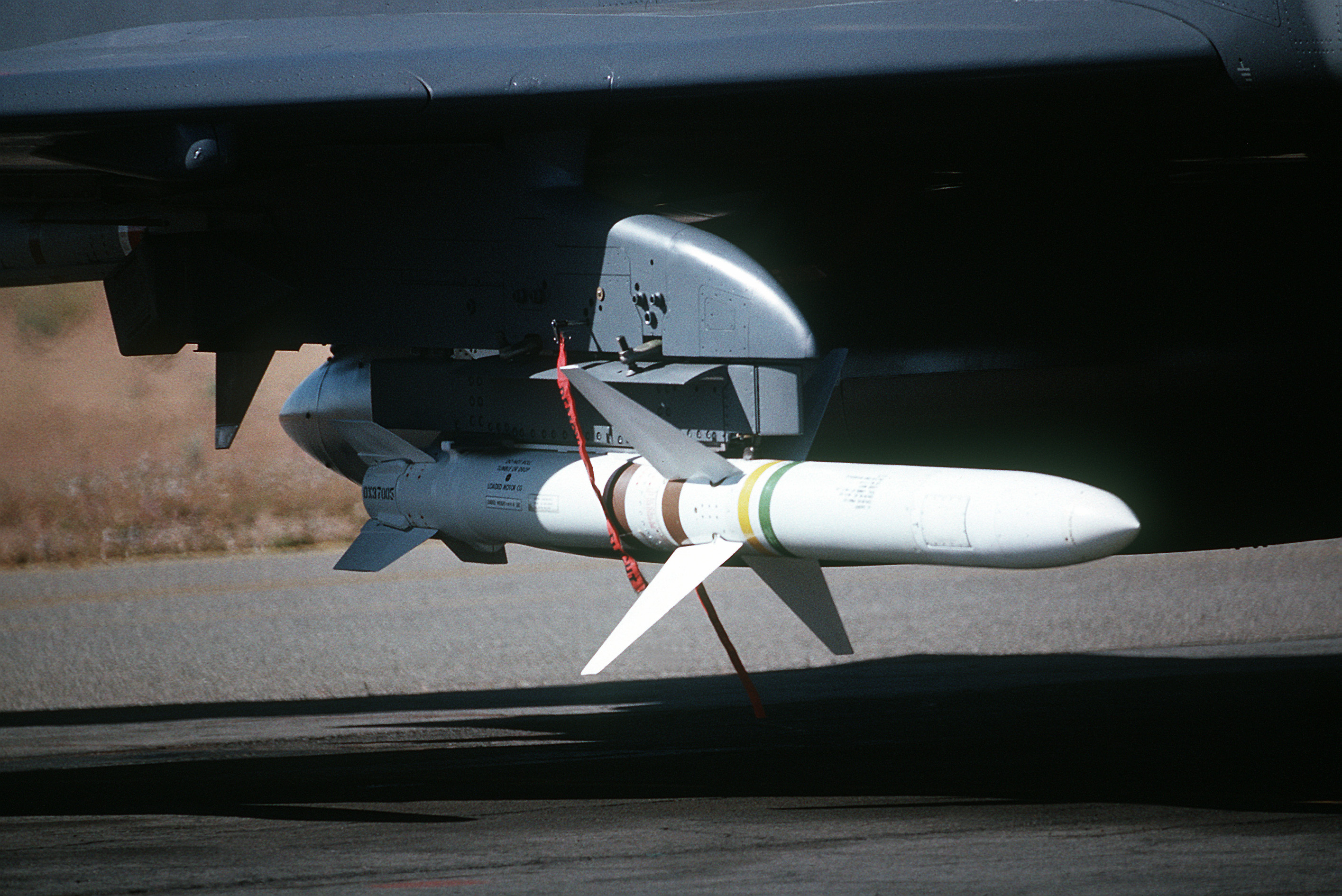
Un missile Shrike montato sotto l'ala di un F-4 Phantom II in versione Wild Weasel

Questa missione col velivolo XM597, in programma per il 28 maggio fu anch'essa annullata ma solo dopo 5 ore circa dopo che il Vulcan era decollato. Uno dei Victor in appoggio alla missione, come aerocisterna subì un guasto del tubo di rifornimento, e i velivoli dovettero essere richiamati. XM598 volava come riserva.
Questa missione doveva essere la prima in cui venivano usati i missili anti-radar AGM-45 Shrike forniti dagli americani, che erano stati montati sui Vulcan usando piloni alari improvvisati.

### Black Buck Five
Questa missione, in cui volarono lo Squadron Leader Neil McDougall e il suo equipaggio del No. 50 Squadron sul Vulcan XM597, il 31 maggio, fu la prima missione anti-radar portata a termine ed equipaggiata con missili AGM-45A Shrike. L'obiettivo principale era un radar a lungo raggio AN/TPS-43 che la Fuerza Aérea Argentina mise in campo il mese di aprile per sorvegliare lo spazio aereo intorno alle Falklands. Affinché i missili funzionassero, il radar-bersaglio doveva trasmettere fino al momento di impatto dei missili. Il primo missile andò a impattare a 10 metri dal bersaglio, causando danni marginali da esplosione alla guida d'onda di montaggio, ma senza neutralizzare il radar. Temendo ulteriori attacchi, gli operatori argentini usarono la semplice contromisura di spegnere il loro radar, evitando così altri danni. Il radar AN/TPS-43 restò operativo fino alla fine del conflitto. In questa missione il Vulcan XM598 volò come riserva.

### Black Buck Six
Questa missione, condotta ancora dallo Squadron Leader Neil McDougall sull'aereo XM597, attaccò e distrusse un radar Skyguard per il controllo del tiro appartenente al 601º battaglione antiaereo il 3 giugno, uccidendo quattro radaristi: un ufficiale, un sergente e due soldati.
Nel volo di ritorno l'aereo fu obbligato a dirigersi verso Rio de Janeiro in Brasile, dopo la rottura della sua sonda di rifornimento in volo. Uno dei missili che stava trasportando fu sganciato nell'oceano per ridurre la zavorra, ma l'altro rimase incastrato nel relativo pilone e non si riuscì a rilasciarlo. Documenti riservati che contenevano informazioni classificate furono gettati in mare attraverso lo sportello di accesso dell'equipaggio, quindi fu lanciato un messaggio di soccorso ("Mayday"). L'aereo fu autorizzato ad atterrare dalle autorità brasiliane quando aveva meno di 2 000 libbre (900 kg circa) di carburante rimaste, nemmeno sufficienti a completare un circuito dell'aeroporto.
Il velivolo fu internato per nove giorni all'aeroporto militare di Galeão in Brasile, prima di essere restituito insieme all'equipaggio l'11 giugno, dopo che tutti (uomini e macchina) furono trattati bene dalle autorità e la Gran Bretagna promise di non impiegare più quel velivolo contro l'Argentina. Tuttavia l'ultimo missile Shrike fu sequestrato e mai restituito. L'aereo XM598 fece da riserva volante.

### Black Buck Seven
L'ultima missione Black Buck (su XM607, pilotato dal Flight Lieutenant Martin Withers) fu portata contro le posizioni di truppe argentine vicino a Stanley il 12 giugno, riuscendo a produrre dei crateri all'estremità est dell'aeroporto e causando danni diffusi ai magazzini e alle infrastrutture dell'aeroporto. Dato che il raid fu fatto nella fase tarda del conflitto la RAF non intendeva rischiare di danneggiare la pista, che sarebbe stata importante per le operazioni dei Phantom FGR.2 della RAF quando le Falklands sarebbero state di nuovo britanniche. Le forze di terra argentine si arresero due giorni più tardi. XM598 svolse il ruolo di riserva volante.

## Effetti
Il successo militare dell'operazione Black Buck rimane controverso ancor oggi. Alcune fonti indipendenti lo descrivono come minimo, poiché i danni all'aeroporto e ai radar furono riparati in fretta. La pista continuò a essere usata dai C-130 argentini fino alla fine del conflitto e fu anche aperta agli MB-339 e agli FMA Pucará. In conseguenza della controversia esiste un certo numero di luoghi comuni sui raid.

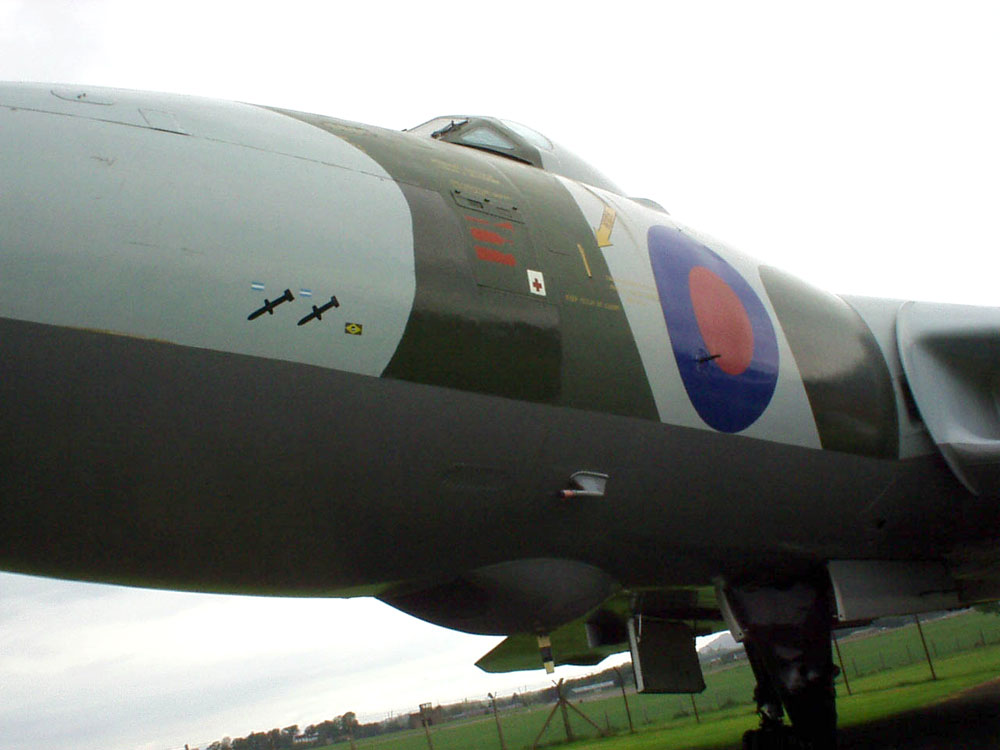
Le insegne degli obiettivi colpiti di un Vulcan impegnato nell'operazione Black Buck, durante la guerra delle Falkland.l

Benché solitamente etichettati come propaganda britannica, le fonti argentine confermano che Black Buck all'inizio fu responsabile per il ritiro di un certo numero di Dassault Mirage IIIEA dalle operazioni sopra le isole per proteggere la terraferma. Tuttavia questo effetto deterrente fu vanificato quando le autorità britanniche misero in chiaro che non ci sarebbero stati attacchi su basi aeree in Argentina.
Ci sono leggende metropolitane secondo cui i genieri argentini che costruivano la pista ne avrebbero riportato la posizione sulle mappe in maniera errata, portando gli inglesi a mancare la pista. In realtà la pista di Port Stanley era stata costruita da genieri inglesi, rimpiazzando una precedente pista temporanea costruita dalla compagnia LADE all'inizio degli anni settanta.
Le finalità del raid e il suo effetto sulla pista sono anch'essi solitamente oggetto di fraintendimenti. La dottrina militare britannica sulla guerra aerea riconosce che gli attacchi contro le superfici operative delle piste possono avere effetti limitati. La pianificazione del raid chiedeva una bomb run che attraversava la pista con un angolo di 35°, con l'obiettivo di piazzare almeno una bomba a segno sulla pista o possibilmente due. Il primo obiettivo dell'agire in questo modo era di prevenirne l'uso da parte di jet veloci. Sotto questo aspetto il raid fu un successo in quanto le riparazioni alla pista furono mal fatte e di conseguenza ci furono alcuni incidenti sfiorati. Tuttavia a quei tempi ci si rese conto che molto probabilmente la pista sarebbe rimasta aperta ai C-130 (le esercitazioni di decollo da superfici non preparate sono fatte abitualmente anche dagli Hercules della RAF).
Gli argentini lasciarono la pista coperta di pile di terra durante il giorno, portando ad affermazioni che condussero l'intelligence britannica a supporre che le riparazioni fossero ancora in corso e fuorviando i britannici in merito alla condizione dell'aeroporto e al successo dei raid. In verità i britannici sapevano bene che sulla base continuavano le operazioni dei C-130 e cercarono di interdire questi voli, causando la perdita di uno Hercules, che tuttavia non era coinvolto in nessuna operazione di rifornimento, il 1º giugno.
Un altro diffuso luogo comune è che le forze argentine non abbiano fatto nessun tentativo di usare l'aeroporto di Port Stanley come base per jet ad alte prestazioni. All'inizio di aprile gli A-4Q Skyhawks della 3ª Escuadrilla avevano volato dall'aeroporto in entrata e in uscita. All'inizio di aprile l'Aviazione navale argentina installò ganci di arresto sulla pista per consentire atterraggi corti e sull'aeroporto furono dispiegati gli A-4Q Skyhawks della 3ª Escuadrilla e gli S-2 Trackers che compirono diverse missioni di ricognizione fino al 13 aprile quando furono ridispiegati sul continente per essere imbarcati sulla ARA Veinticinco de Mayo. Dopo che la portaerei tornò alla fonda, e per via del continuo bombardamento navale di Stanley, questi aeroplani operarono da Río Grande (Terra del Fuoco) e Río Gallegos (Santa Cruz). Specialisti dell'Aeronautica Militare argentina avevano aggiunto grelle metalliche per ampliare l'area di parcheggio destinata ai Pucará e agli Aermacchi che si servivano dell'aeroporto, ma l'equipaggiamento più importante era ancora sul cargo ELMA Cordoba che non poteva giungere all'isola per via del pericolo costituito dai sommergibili della Royal Navy.
Per i britannici i raid portarono a una serie di risultati non materiali. Vale a dire: dimostrare la loro volontà di difendere i territori della Corona da invasioni forzose, segnalare il loro intendimento di riconquistare le Falklands e mostrare la loro capacità di attaccare forze argentine sulle isole. Le incursioni dimostrarono anche una possibilità di portare il conflitto a una futura escalation colpendo obiettivi industriali sul territorio metropolitano argentino. Che le Forze di Sua Maestà volessero o meno praticare queste opzioni e allargare il conflitto, il governo argentino sarebbe stato ben al corrente delle implicazioni.
Secondo Rowland White, autore del libro Vulcan 607, il viceammiraglio Lombardo era portato a credere che Black Buck One fosse il preludio a uno sbarco britannico in forze. Di conseguenza ordinò al contrammiraglio Allara (comandante della portaerei argentina) di attaccare immediatamente la flotta britannica. Questo attacco assunse la forma di una manovra a tenaglia effettuata da sud dall'incrociatore ARA General Belgrano e da nord dalla portaerei Veinticinco de Mayo. La tenaglia non poté comunque scattare in quanto la catapulta della Veinticinco de Mayo era in precarie condizioni e non permetteva il decollo di aerei con carico utile significativo senza un vento di prua di qualche decina di nodi, per cui l'operazione venne annullata e la nave con la sua scorta rientrò in porto. Il 2 maggio la General Belgrano fu affondata dal sottomarino HMS Conqueror con la morte di 368 membri dell'equipaggio. In conseguenza di questa perdita la Marina argentina si ritirò nelle proprie acque territoriali e non svolse più alcun ruolo nel conflitto.
Ai tempi questi furono i raid di bombardamento più lunghi della storia: coprirono infatti più di 4 000 miglia nautiche (7000 km), tutte sul mare aperto. Questo record non fu battuto fino a che un B-52 Stratofortress dell'USAF volò dagli Stati Uniti all'Iraq, poi tornò alla base RAF di Mildenhall in Inghilterra durante l'operazione Desert Storm nel 1991, benché una differenza importante fra i due stia nel fatto che i B-52 impiegati nella Prima guerra del Golfo abbiano beneficiato di aerocisterne pre-posizionate su basi avanzate per il rifornimento aereo.
Dopo il conflitto la pista fu riparata e aggiustata per permettere lo sviluppo di un distaccamento di caccia Phantom FGR.2 del No. 29 Squadron il 17 ottobre 1982.